# Senna hebecarpa
Senna hebecarpa är en ärtväxtart som först beskrevs av Merritt Lyndon Fernald, och fick sitt nu gällande namn av Howard Samuel Irwin och Rupert Charles Barneby. Senna hebecarpa ingår i släktet sennor, och familjen ärtväxter. Inga underarter finns listade i Catalogue of Life.

## Bildgalleri

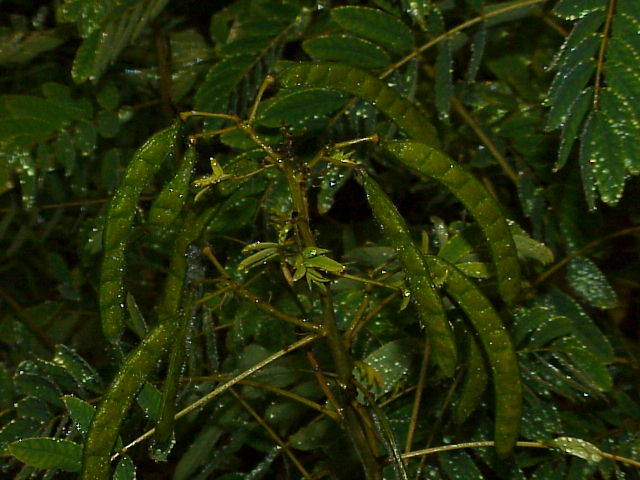
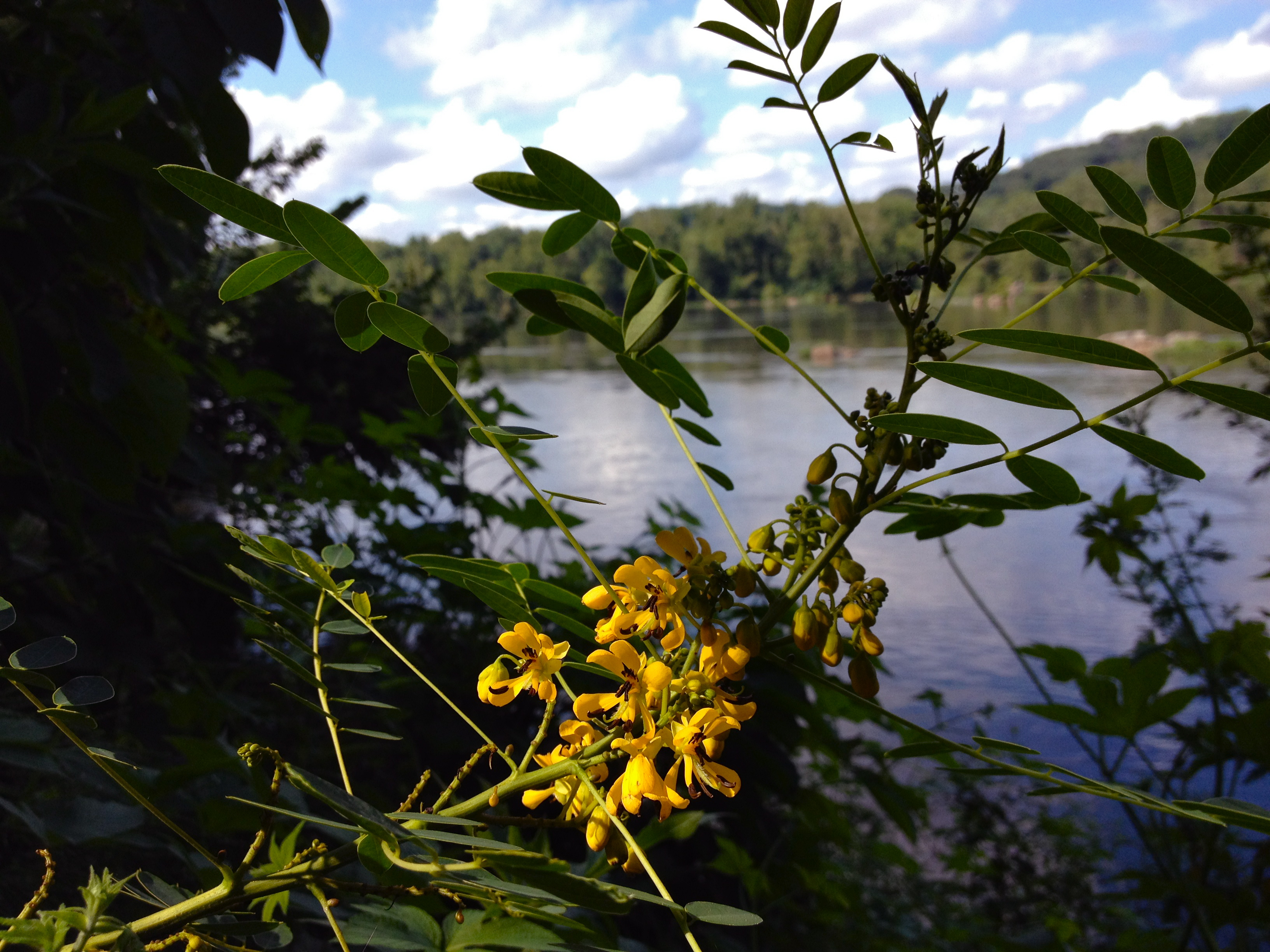